# Melisiano
Melisiano (... – X secolo) è stato un generale bizantino stratego di Bari.
Non abbiamo abbastanza fonti su questo personaggio, sappiamo che fu sostituito per volere dell'imperatore da Niccolò Picingli nel 915.